# 李悰錫
李悰錫（韩语：／，1961年2月21日—）是韩国第八任宪法法院院长，由总统尹锡悦于2023年11月任命，任期结束于2024年10月。

## 生活和事业
李悰錫1961年2月21日出生于庆尚北道漆谷郡。他毕业于慶北高等學校和首尔大学法学院，通过了第25届国家司法资格考试，并完成了第15届司法研究和培训学院的课程。1989年，他以军法官的身份退役后，开始了他的法律职业生涯，担任仁川地方法院的审判法庭法官。在担任普通法院法官近三十年期间，他因其在法院管理事务和破产诉讼方面的专业知识而闻名。
李悰錫于2018年被韩国主要保守党派自由韩国党提名为韩国宪法法院法官。继国会批准提名后，文在寅总统于2018年10月任命他为宪法法院法官。 
作为韩国宪法法院的法官之一，李悰錫以其保守观点而闻名，其中包括反对堕胎合法化。 这一观点使得尹锡悦总统提名他为韩国宪法法院院长候选人，接替即将退休的第七任宪法法院院长刘南硕。 总统尹锡悦于2023年11月任命他为韩国宪法法院院长。